# Heinrich von Goßler

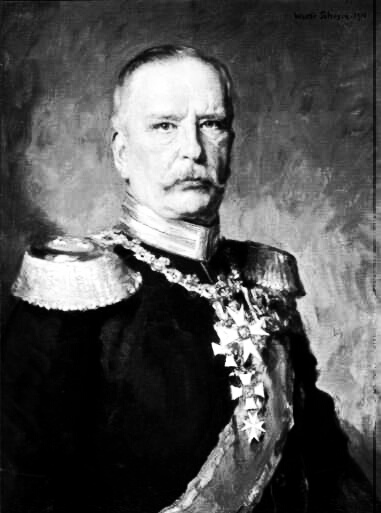
Chân dung tướng Heinrich von Goßler

Heinrich Wilhelm Martin von Goßler (29 tháng 9 năm 1841, tại Weißenfels, tỉnh Sachsen – 10 tháng 1 năm 1927, tại Berlin-Wilmersdorf) là một sĩ quan quân đội Phổ, được thăng đến cấp Thượng tướng Bộ binh, và giữ chức vụ Bộ trưởng Chiến tranh Phổ từ năm 1896 cho đến năm 1903. Ông đã gia nhập quân ngũ vào năm 1860, từng tham gia trong cuộc Chiến tranh Áo-Phổ (1866) và Chiến tranh Pháp-Đức (1870 – 1871). Ông được phong tặng Huân chương Thánh Gioan, với tước hiệu Hiệp sĩ Công lý (Rechtsritter).

## Thân thế
Ông sinh ra vào ngày 29 tháng 9 năm 1841, tại Weißenfels (Sachsen), trong một gia đình có lẽ là có nguồn gốc từ Gosel tại vùng Egerland (Tiệp Khắc) và định cư sang Gürth (ngày nay ở Bad Brambach) trước năm 1630. Ông là con trai của Karl Gustav von Goßler (1810 – 1885), quan Chánh án (Kanzler) tỉnh Đông Phổ, cố vấn lập pháp của triều đình đồng thời là Chủ tịch Tòa án tối cao (Oberlandesgericht) Königsberg, và Sophie von Mühler (1816 – 1877), con gái của Bộ trưởng Bộ Tư pháp Heinrich Gottlob von Mühler (1780 – 1857). Cuộc hôn nhân này đã sản sinh ra bốn người con:
- Gustav (1838 – 1902), Bộ trưởng Quốc gia Phổ và Chủ tịch Tòa án tối cao tỉnh Tây Phổ
- Heinrich (1841 – 1927), Bộ trưởng Chiến tranh và Thượng tướng Bộ binh Phổ
- Konrad (1848 – 1933), Thượng tướng Bộ binh Phổ
- Wilhelm (1850 – 1928), Trung tướng Phổ

## Binh nghiệp
Ông khởi đầu sự nghiệp quân sự của mình với tư cách là một thiếu sinh quân của Trung đoàn Phóng lựu số 1 Đông Phổ, gia nhập Trung đoàn Bộ binh số 1 vào năm 1860 và được phong quân hàm thiếu úy vào năm 1861. Ông đã tham gia chiến đấu trong cuộc Chiến tranh Áo-Phổ năm 1866. Trong cuộc Chiến tranh Pháp-Đức (1870 – 1871), ông chỉ huy Đại đội số 1, sau đó chỉ huy Đại đội số 6.
Ông đã thể hiện khả năng của mình trong cuộc chiến tranh với Pháp. Sau khi cuộc chiến chấm dứt, ông được ủy nhiệm vào Bộ Chiến tranh với quân hàm Đại úy cho đến năm 1875. Sau đó, ông chỉ huy một đại đội trong Trung đoàn Phóng lựu số 2 cho đến năm 1878, khi ông được triệu hồi vào Bộ Chiến tranh, giữ một chân trong Khoa Quân sự. Về sau này, ông trở thành làm một thành viên của ủy ban Oberexaminierungskommission (tạm dịch là Ủy ban giám khảo cấp cao). Vào năm 1885, Goßler được bổ nhiệm vào một chức trưởng khoa trong Bộ Chiến tranh và cùng năm đó ông lên quân hàm Thượng tá.
Sau khi được phong cấp Đại tá vào năm 1888, chỉ huy Trung đoàn Cận vệ số 3 vào năm 1889, và là Thiếu tướng đồng thời là tư lệnh cấp lữ đoàn vào năm 1891, ông được bổ nhiệm làm Tổng cục trưởng Tổng cục Chiến tranh của Bộ Tổng tham mưu vào tháng 10 năm 1891, đồng thời là một thành viên của Ủy ban Quốc phòng trong Bộ Chiến tranh. Ông cũng giữ chức phó đại diện toàn quyền trong Hội đồng Liên bang, Chủ tịch Ủy ban Reichsrayonkommission và là một thành viên của Uỷ ban kỷ cương.
Từ năm 1895, Goßler được thăng quân hàm Trung tướng và chỉ huy Sư đoàn số 25 tại Darmstadt. Vào ngày 14 tháng 8 năm 1896, ông được bổ nhiệm làm Bộ trưởng Chiến tranh Phổ, và cũng được ủy nhiệm làm đại diện toàn quyền của Phổ trong Hội đồng Liên bang. Vào ngày 15 tháng 8 năm 1903, ông nghỉ hưu, sau khi được phong cấp bậc Thượng tướng Bộ binh vào năm 1899. Ông từ trần vào ngày 10 tháng 1 năm 1927 tại Berlin-Wilmersdorf.

## Gia đình
Vào ngày 31 tháng 8 năm 1872, Heinrich von Goßler đã kết hôn với Emma von Sperber (sinh ngày 14 tháng 11 năm 1848 tại Gut Gerskullen; mất ngày 3 tháng 10 năm 1914, Neukirchen, Landkreis Regenwalde), là con gái của địa chủ Eugen von Sperber và Emilie Donalitius.

## Phong tặng
- Hiệp sĩ Công lý của Huân chương Thánh Gioan
- Đại Thập tự của Huân chương Friedrich của Vương quốc Württemberg (1899)[2]
- Huân chương Vương miện Württembergischen (1901)[3]